# Sabine John

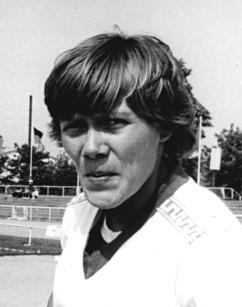
Sabine Paetz (1983)

Sabine John, geborene Sabine Möbius und geschiedene Sabine Paetz (* 16. Oktober 1957 in Döbeln), ist eine ehemalige deutsche Leichtathletin und Olympiateilnehmerin, die für die DDR im Siebenkampf erfolgreich war.

## Leben
Sie stellte 1978 einen DDR-Rekord im Fünfkampf auf. 1982 gewann John im Siebenkampf hinter ihrer Mannschaftskollegin Ramona Neubert und vor Sabine Everts (Bundesrepublik Deutschland) bei den Europameisterschaften in Athen die Silbermedaille. Bei den Weltmeisterschaften ein Jahr später musste sie sich in Rom erneut nur Ramona Neubert geschlagen geben und gewann auch hier Silber. Der dritte Rang von Anke Vater-Behmer machte den dreifachen Weltmeisterschaftstriumph der DDR-Mehrkämpferinnen perfekt.
Am 6. Mai 1984 stellte sie in Potsdam mit 6867 bzw. 6946 einen neuen Weltrekord im Siebenkampf auf. 1 Im Jahr 1986 konnte die US-Amerikanerin Jackie Joyner den Weltrekord um mehr als 200 Punkte steigern. Nach der Wiedervereinigung hatte der Rekord von Sabine John noch bis 1992 als deutscher Rekord bestand, welcher von Sabine Braun gesteigert wurde.
Die Teilnahme an den Olympischen Spielen 1984 in Los Angeles blieb ihr jedoch durch den Boykott der DDR versagt. Bei den Olympischen Spielen 1988 in Seoul gewann John dann wiederum die Silbermedaille. Olympisches Gold ging an die US-Amerikanerin Jackie Joyner-Kersee, Bronze sicherte sich auch hier Anke Vater-Behmer.
Auch im Weitsprung war sie sehr erfolgreich. Ihre beste Sprungweite war 7,12 m, erreicht am 19. Mai 1984 in Dresden.
Sabine John startete für den SC DHfK Leipzig. Bei einer Größe von 1,78 m hatte sie ein Wettkampfgewicht von 66 kg. In den nach der Wende öffentlich gewordenen Unterlagen zum Staatsdoping in der DDR fand sich bei den gedopten Sportlerinnen auch der Name von John.
John studierte nach dem Abitur an der DHfK Leipzig und wurde Diplomsportlehrerin. Sie war Trainerin beim SC Magdeburg. Von 2001 bis 2003 leitete sie ein Fitness-Studio im Ostseebad Zinnowitz und wurde dann Personal- und Fitnesstrainerin in einem Hotel im Seebad Heringsdorf.

## Auszeichnungen (Auswahl)
- 1984 – Vaterländischer Verdienstorden in Gold
- 1986 – Stern der Völkerfreundschaft in Silber
- 1988 – Vaterländischer Verdienstorden in Silber

## Darstellung in der bildenden Kunst
- Wolfgang Böttcher: Porträt Sabine Paetz, Exweltrekordlerin (Tafelbild, Öl; 1987; im Bestand des sächsischen Kunstfonds)[2]